# Wild Things Park
Le Wild Things Park est un stade omnisports américain (principalement utilisé pour le baseball) situé à Washington, dans la banlieue sud-ouest de Pittsburgh en Pennsylvanie.
Le stade, doté de 5 200 places, sert d'enceinte à domicile pour l'équipe universitaire de la California University of Pennsylvania des Vulcans de California, et à l'équipe de baseball des Wild Things de Washington.

## Histoire
En 2001, un commité composé de 16 équipes de baseball dirigé par Leo Trich (de la Chambre des représentants de Pennsylvanie) aide à la formation du Ballpark Scholarships Inc. Ce groupe réunit la somme de 5,8 millions $ (dont 2 venant du contribuable et 4 venant de fonds privés) pour construire un stade dans la ville de Washington. Une grande partie des fonds privés réunis pour construire le stade viennent de l'homme d'affaires local Angelo F. Falconi.
Le Falconi Field (nom du stade jusqu'en 2007), situé près de l'autoroute Interstate 70, est inauguré le 29 mai 2002 lors d'un match de baseball entre les Washington Wild Things et les Canton Coyotes (défaite 3-0 des locaux de Washington).
Pendant les saisons 2005 et 2006, l'équipe de soccer de l'USL Championship des Pittsburgh Riverhounds joue ses matchs à domicile au stade.
Le 12 avril 2007, la compagnie nord-américaine du secteur des énergies fossiles Consol Energy conclut un partenariat de naming avec la Washington County Family Entertainment pour renommer le stade en CONSOL Energy Park, nom qui dure jusqu'en janvier 2017.
En 2010, le stade subit quelques rénovations, et la pelouse devient synthétique (de type ProGrass).
En 2012, la WashCo Ballpark Holdings rachète le stade à la Ballpark Scholarships Inc..
Jusqu'en 2016, le stade étai l'antre à domicile de l'équipe de softball des Pennsylvania Rebellion (club de National Pro Fastpitch).

## Événements

### Concerts
| Artiste                                    | Date            |
| ------------------------------------------ | --------------- |
| Bob Dylan                                  | 2006            |
| Bob Dylan, John Mellencamp & Willie Nelson | 2009            |
| Povertyneck Hillbillies                    | 25 août 2012    |
| Blink-182                                  | 17 juillet 2021 |